# Зайцево (Кемеровская область)
Зайцево — посёлок в Таштагольском районе Кемеровской области. Входит в состав Коуринского сельского поселения.

## География
Центральная часть населённого пункта расположена на высоте 446 метров над уровнем моря.

## Население
По данным Всероссийской переписи населения 2010 года, в посёлке Зайцево проживает 28 человек (16 мужчин, 12 женщины).